# New Brighton (Merseyside)

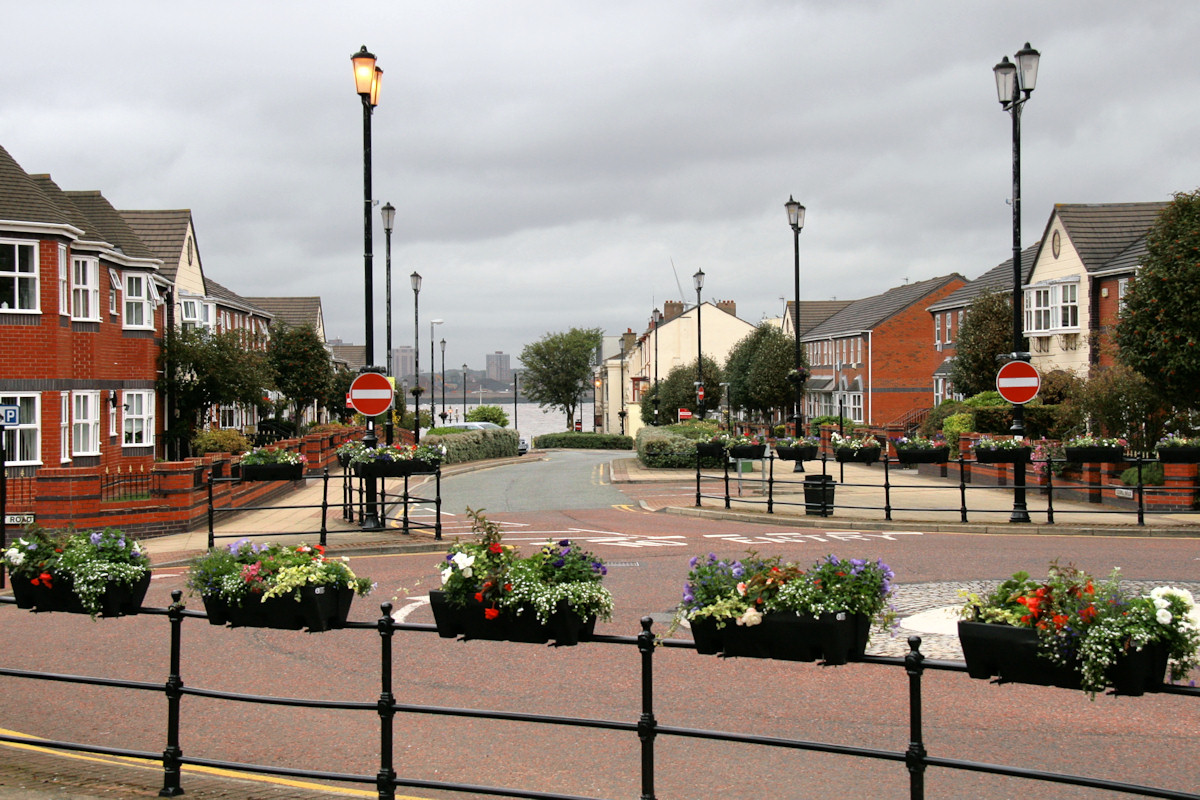
Strada e edifici di New Brighton

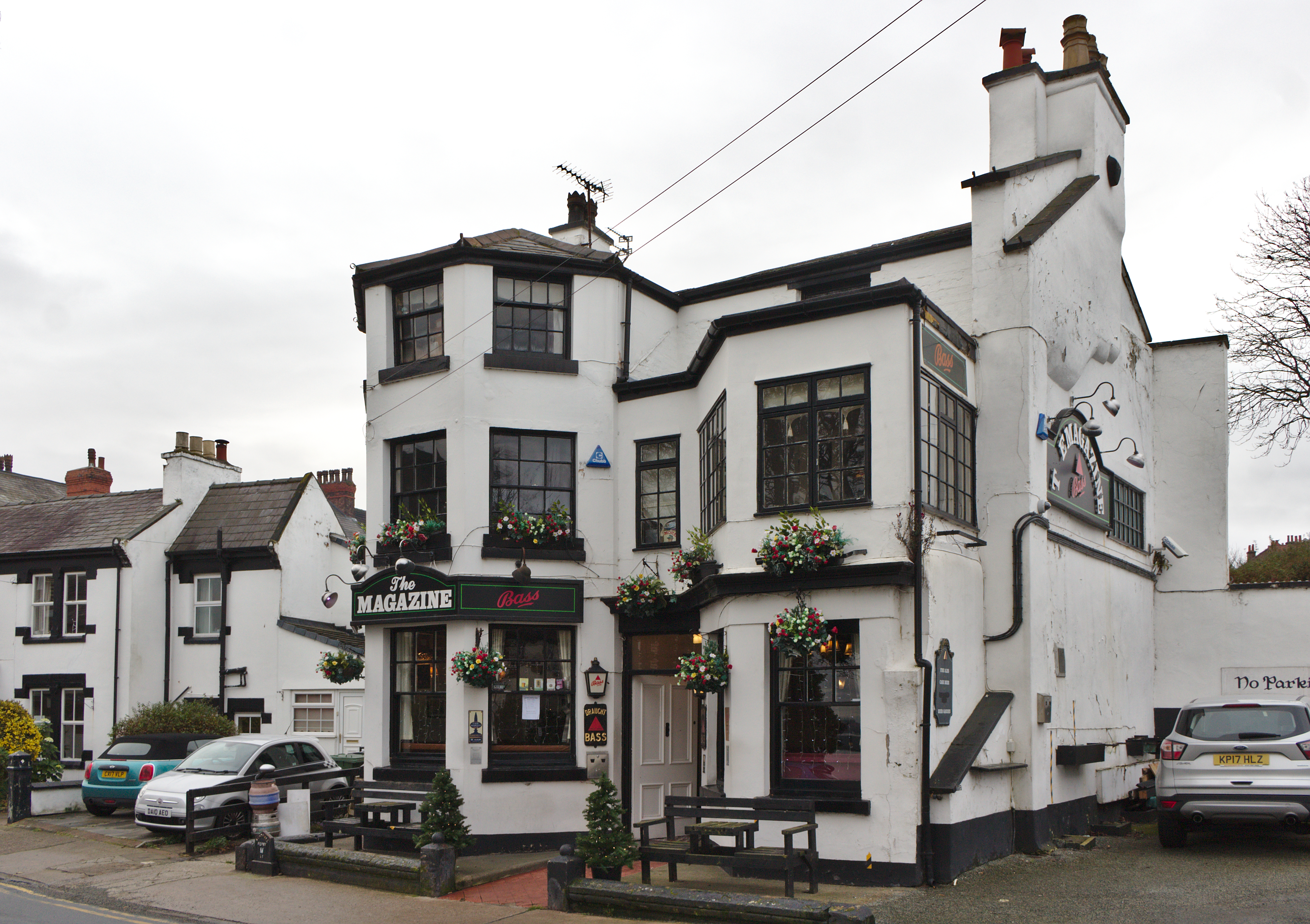
Un pub a New Brighton

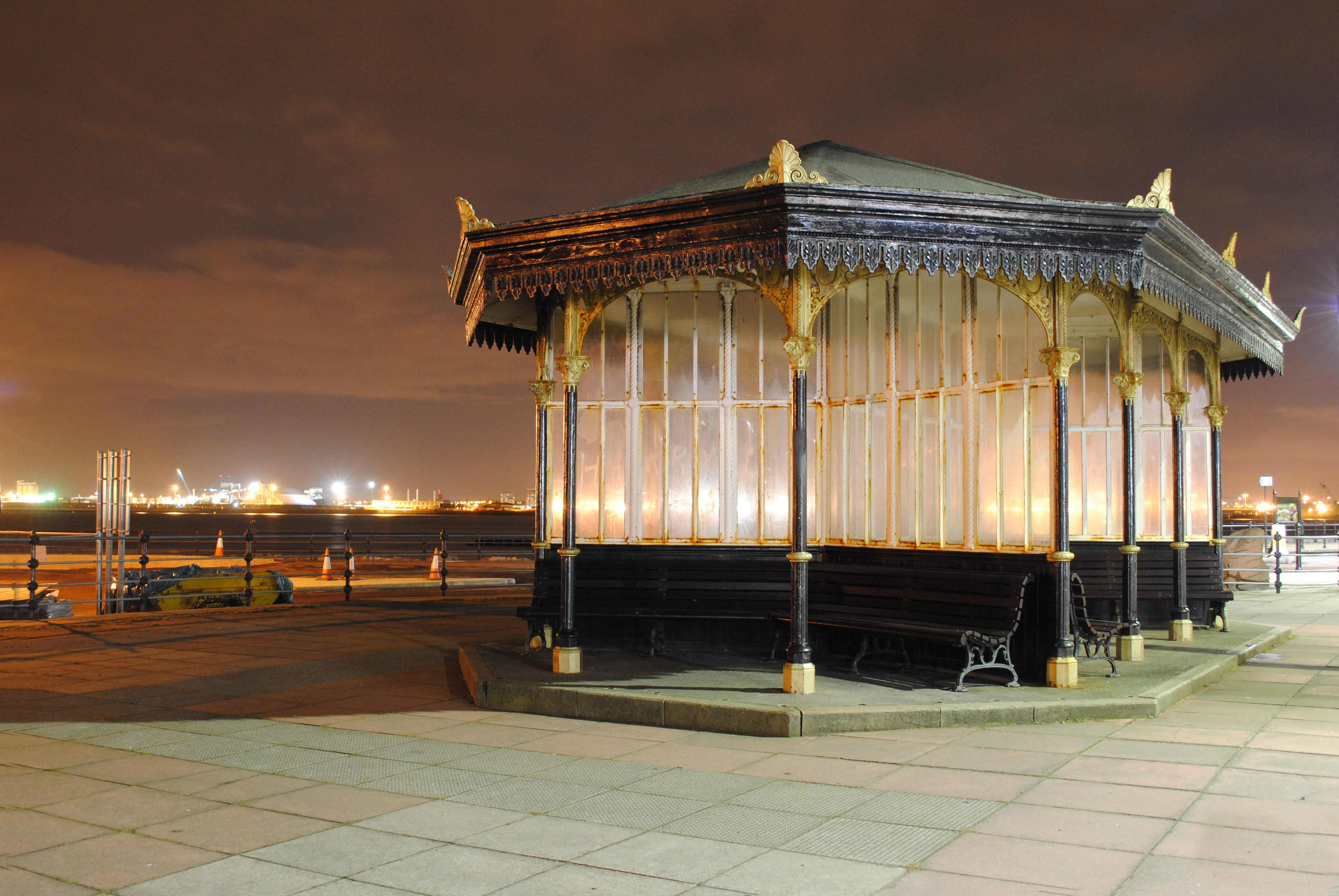
Padiglione sul lungomare a New Brighton

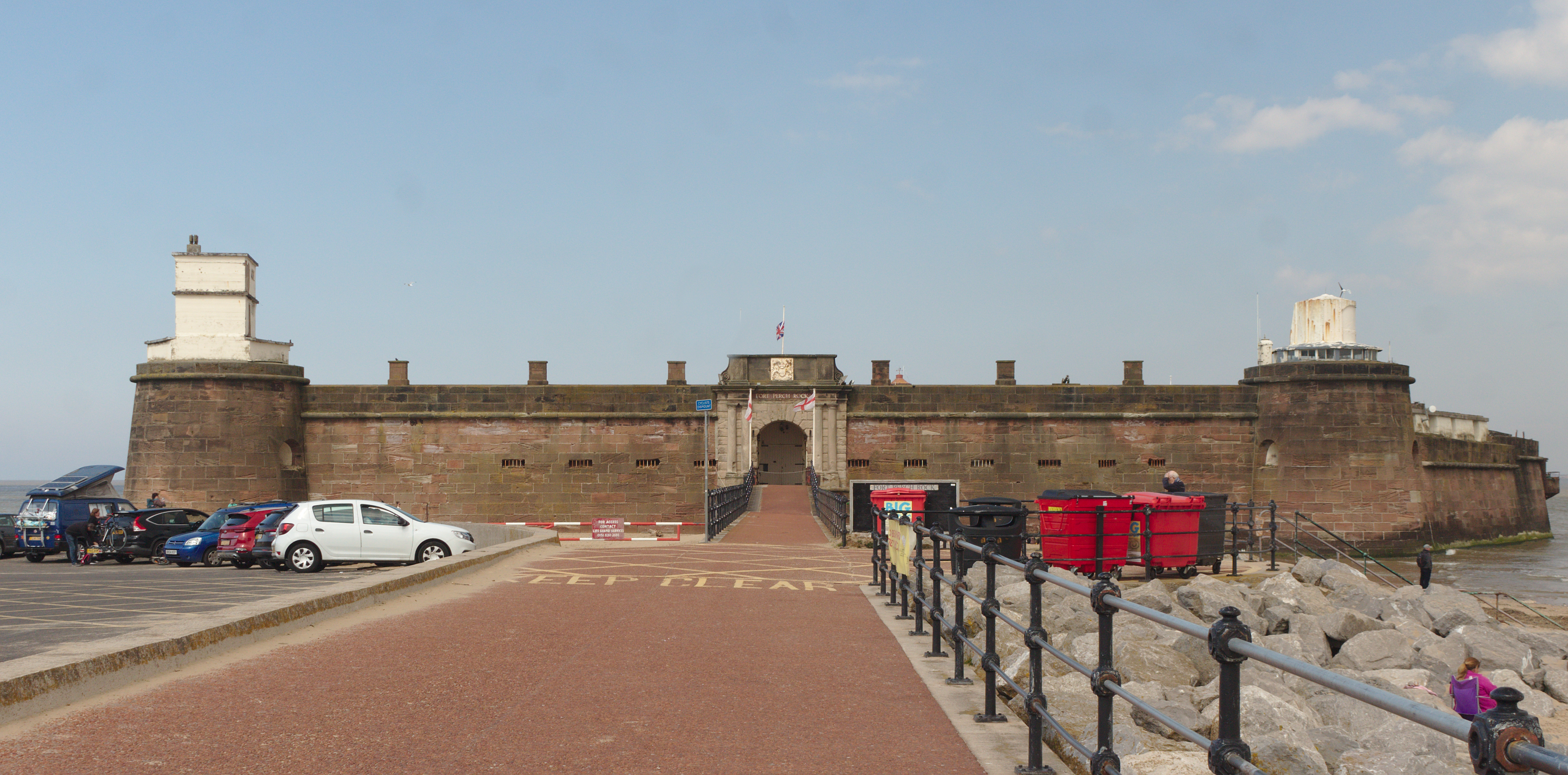
New Brighton: il forte di Perch Rock

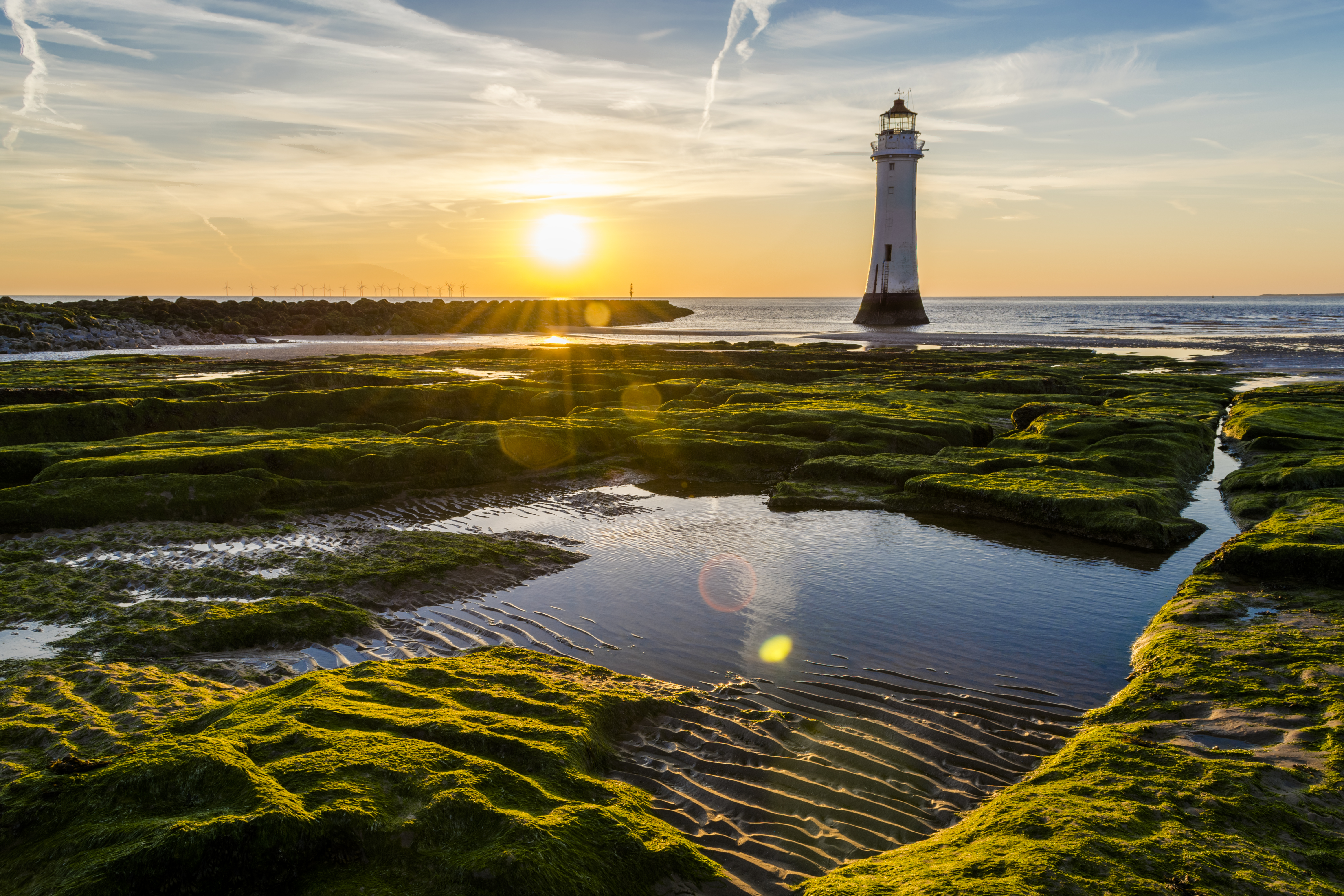
Il faro di New Brighton

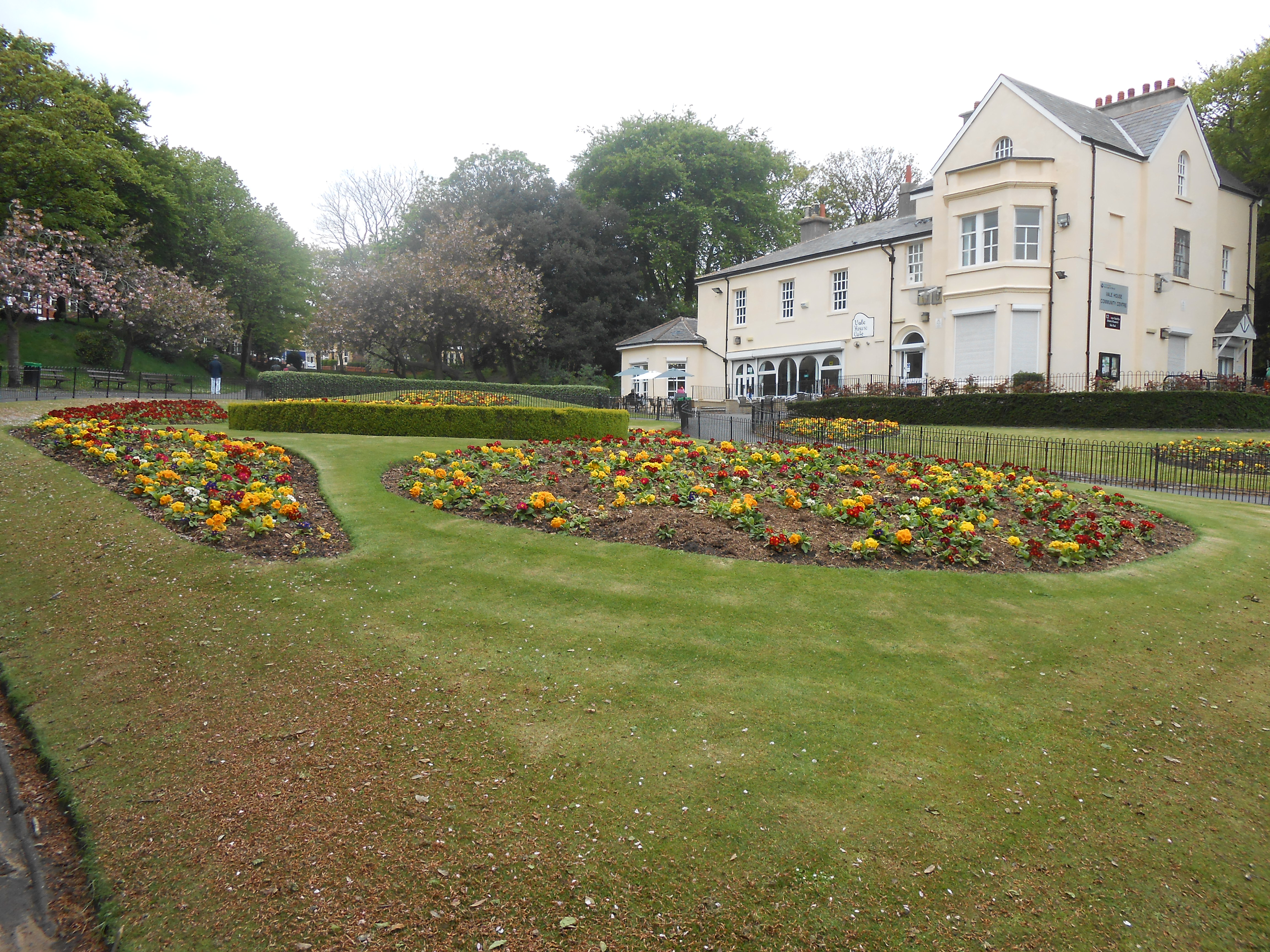
New Brighton: la Vale House a Vale Park

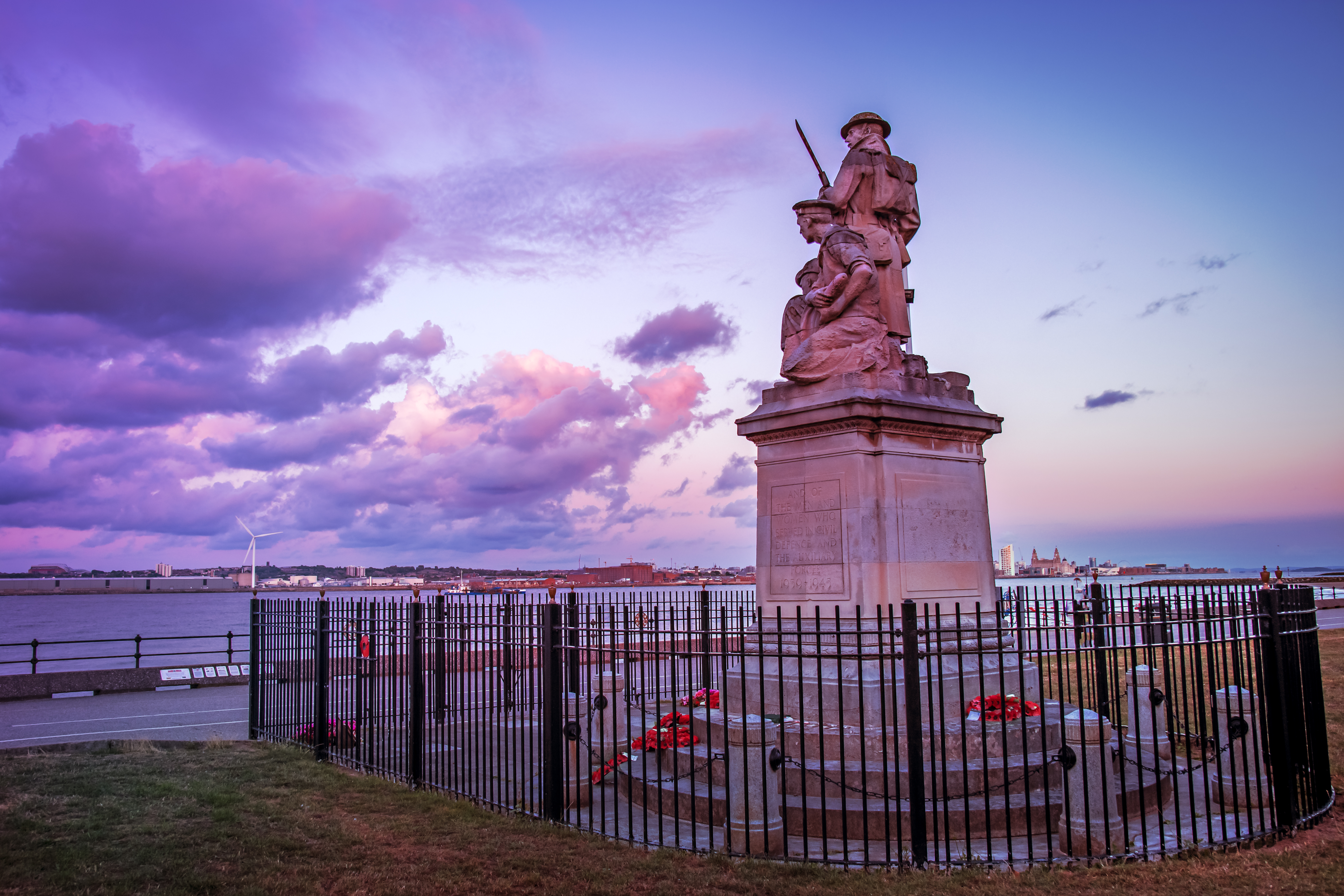
New Brighton: il memoriale di guerra

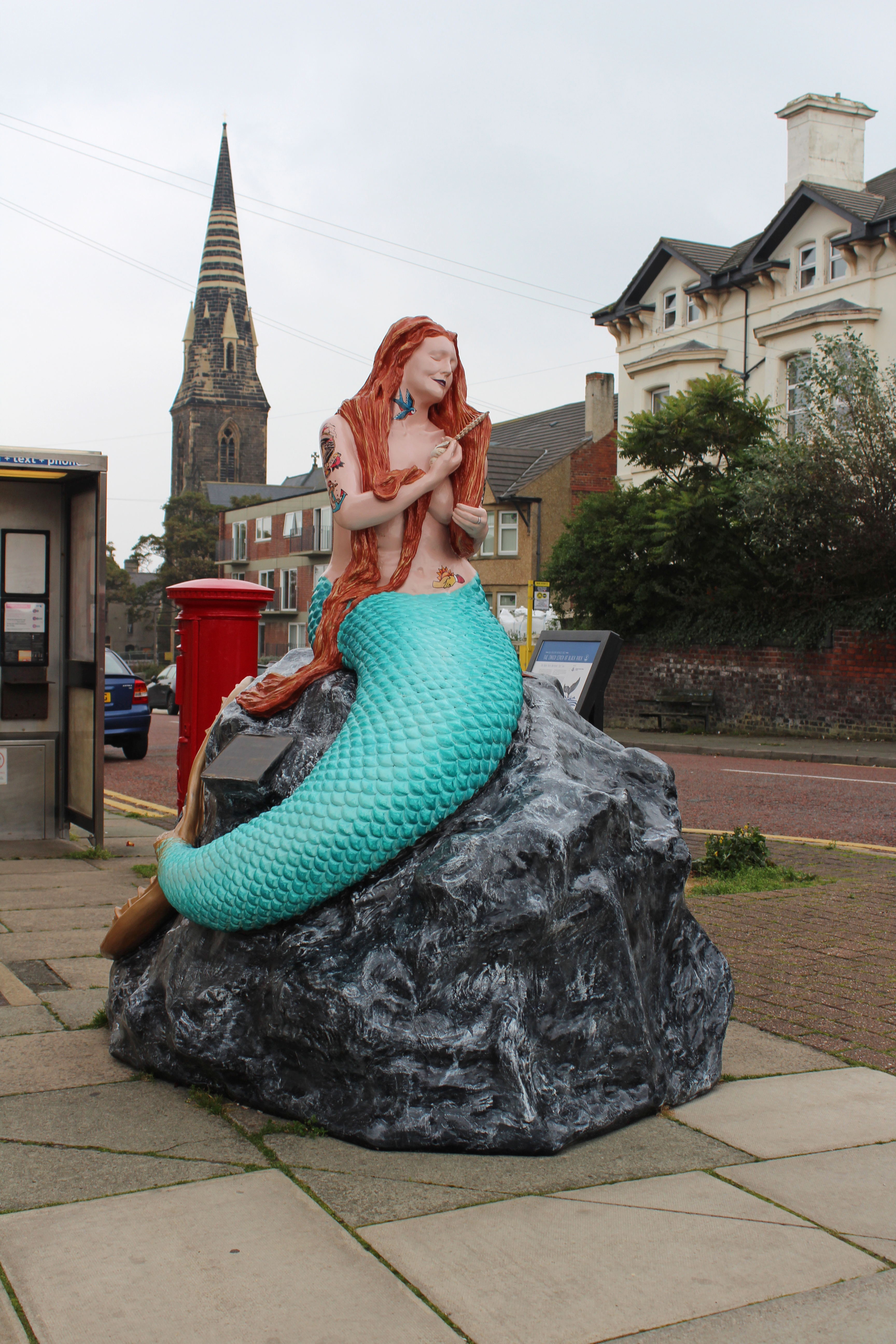
Il New Brighton Mermaid Trail

New Brighton è una popolare località balneare dell'Inghilterra nord-occidentale, facente parte della contea del Merseyside e situata sulla penisola di Wirral, dove si affaccia  sulla baia di Liverpool (Mare d'Irlanda) e sull'estuario del fiume Mersey. Sobborgo della città di Wallasey, ha lo status di ward e conta una popolazione di circa 15 000 abitanti.

## Geografia fisica
New Brighton si trova nella punta settentrionale della penisola di Wirral, a nord-ovest di Liverpool (situata sulla sponda opposta) e a pochi chilometri a nord-est di Moreton e a nord di Birkenhead. È ituata a nord del centro cittadino di Wallasey e il suo tratto nord-orientale si affaccia sulla sponda occidentale dell'estuario del fiume Mersey.
Il ward di New Brighton occupa un'area di 2,354 km².

## Storia

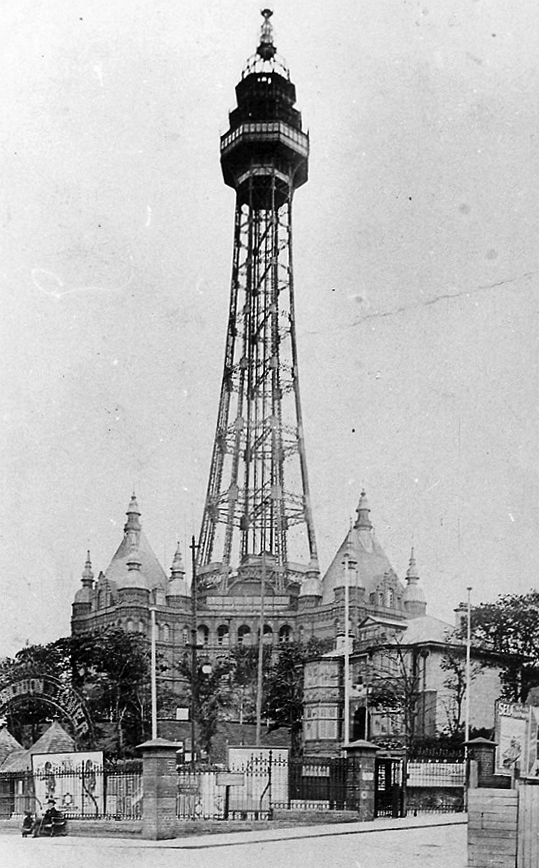
New Brighton con la New Brighton Tower agli inizi del Novecento

Nel 1683 venne eretto in loco il primo faro, realizzato in legno.
Fino al XIX secolo, la località era nota per le attività di contrabbando.
L'idea di trasformare la località in una stazione balneare venne a un mercante di nome James Atherton, che nel 1830 aveva acquistato 170 acri di terreno a Rock Point. A partire quindi dalla seconda metà XIX secolo, New Brighton divenne quindi una popolare stazione balneare per gli abitanti di Liverpool e delle attigue città industriali.
In seguito, negli anni sessanta del XIX secolo, venne realizzato il molo e nell'ultimo decennio del secolo la passeggiata sul lungomare che collegava New Brighton a Seacombe.
New Brighton venne quindi descritta nel 1872 da Francis Kilvert come una località solcata da numerosi velieri, battelli, ecc.
Tra il 1898 al 1900, venne poi realizzata a New Brighton la New Brighton Tower, all'epoca la torre più alta del Paese, in seguito demolita.

## Monumenti e luoghi d'interesse

### Architettture religiose

#### Chiesa di San Giacomo
Tra i principali edifici religiosi di New Brighton figura la chiesa di San Giacomo, risalente al 1856.

#### Chiesa di Sant'Andrea
Altro edificio reliigioso di New Brighton è la chiesa di Sant'Andrea, risalente al 1870.

#### Chiesa di San Pietro e Paolo e Santa Filomena
Altro edificio religioso di New Brighton è la chiesa dedicata ai Santi Pietro e Paolo e a Santa Filomena, realizzata nel 1935 su progetto dell'architetto E. Bower Norris .

### Architetture militari

#### Forte di Perch Rock
Lungo la Marine Promenade si trova il forte di Pech Rock, un forte costruito tra il 1826 e il 1829 per difendere la costa attorno a Liverpool e ora adibito a museo.

### Architetture civili

#### Faro di New Brighton
Nei pressi del forte si trova anche il faro di New Brighton o faro di Perch Rock, realizzato tra il 1827 e il 1830 per volere del maggiore Thomas Littledale.

#### Vale Park
Altro luogo d'interesse di New Brighton è Vale Park, un parco menzionato per la prima volta nel 1809.
Al suo interno, si trovano, tra l'altro la Vale House, un edificio in stile gotico risalente al 1833, e un villaggio delle fate.

#### Gorsehill Water Tower
Altro edificio d'interesse è la Gorsehill Water Tower, una torre costruita tra il 1902 e il 1905.

#### Memoriale di guerra
Altro monumento di New Brighton è il memoriale di guerra, inaugurato nel 1921.

#### New Brighton Mermaid Trail
A New Brighton si trovano poi cinque sculture raffiguranti delle sirene e che compongono il New Brighton Mermaid Trail: tali sculture si rifanno a una leggenda del XVIII secolo, secondo cui una sirena sarebbe apparsa a un marinaio nei pressi di Perch Rock.

### Aree naturali
Il lungomare di New Brighton, della lunghezza di oltre 2 miglia, è il più esteso di tutto il Regno Unito.

## Società

### Evoluzione demografica
Al censimento del 2021, il ward di New Brighton contava una popolazione pari a 14 644 unità, in maggioranza (7460) di sesso femminile.
La popolazione al di sotto dei 18 anni era pari a 2 535 unità (di cui 1306 erano i bambini al di sotto dei 10 anni), mentre la popolazione dai 65 anni in su era pari a 3 300 unità (di cui 898 erano le persone dagli 80 anni in su) 13 920 abitanti sono nativi del Regno Unito e 376 da Paesi dell'Unione Europea.
Il ward di New Brighton ha conosciuto un lieve decremento demografico rispetto al 2011, quando la popolazione censita era pari a 14 859 unità. Questo dato era però in aumento rispetto alla precedente rilevazione del 2001, quando New Brighton contava 13 923 abitanti.

## Cultura

### Teatri

#### Floral Pavilion Theatre
A New Brighton ha sede il Floral Pavilion Theatre, un teatro realizzato nel 1913 e ricostruito tra il 2007 e il 2008. Il teatro ha ospitato artisti famosi quali Petula Clarck e The Drifters e manifestazioni quali l'All Stars Wrestling.

## Economia
Principale risorsa economica di New Brighton è il turismo, che attrae annualmente circa 8 milioni di visitatori e nel quale sono impiegati circa 5000 lavoratori stabili, garentendo introiti pari a circa 385 milioni di sterline. New Brighton è inoltre la destinazione preferita per le gite di giornata nel Wirral.

## Sport
Avevano sede a New Brighton due club calcistici, il New Brighton A.F.C. e il New Brighton Tower F.C..